# Kommabredpande
Kommabredpanden (Hesperia comma) er en sommerfugl i bredpandefamilien. Den holder til på varme og ugødede overdrev med forekomst af planten fåresvingel. I Danmark er dette typisk tørre sandede og stenede strandoverdrev og klitområder. Flyvetiden for sommerfuglen strækker sig fra sidst i juli til sidst i august eller først i september.

## Udbredelse
Sommerfuglen er sjælden i Danmark og på tilbagegang. Den er næsten uddød på Øerne, selvom den indtil midten af det 20. århundrede var almindelig lokalt over hele landet. Kun ved Skallingen, i Thy, på Skagen, på Læsø og på Samsø findes der stadig gode bestande.
I øvrigt findes arten i store dele af Europa, Nordvestafrika, i den tempererede del af Asien samt i det vestlige Nordamerika.

## Udseende
Kommabredpanden kan ligne stor bredpande. Men kommabredpanden er den eneste bredpande med de tydelige snehvide firkantede pletter på vingernes bagside. Hannens duftskæl på forvingernes overside ligner et komma. Det gør mange andre bredpandehanners duftskæl også, men kommabredpandehannens sorte duftskæl omslutter en tynd stribe sølvskinnende hår. Ældre eksemplarer af kommebredpanden kan dog være svære at skelne fra den store bredpande, da de hvide pletter hurtigt falmer, når sommerfuglen bliver lidt slidt. Hunnen er lidt større end hannen og dens vingefang ligger omkring 24 – 32 mm.

## Livscyklus
Ægget lægges næsten udelukkende på græsarten fåresvingel. Ægget overvintrer og klækkes i begyndelsen af april. Når larven er udvokset, forpupper den sig og puppen klækkes efter 2 – 3 uger.

## Foderplanter
Sommerfuglelarver er specialiserede til kun at æde nogle få planter. Larver af kommabredpande lever af fåresvingel, knopurt, blåhat og tidselarter.